# Mea Maxima Culpa: Silence in the House of God
Mea Maxima Culpa: Silence in the House of God és una pel·lícula documental de 2012 dirigida per Alex Gibney. La pel·lícula detalla la primera protesta coneguda contra abusos sexuals clericals als Estats Units, concretament abusos a l'Església Catòlica, per part de quatre homes sords. Compta amb els actors Jamey Sheridan, Chris Cooper, Ethan Hawke i John Slattery, que aporten les veus dels entrevistats sords.
El títol deriva de la frase llatina «mea maxima culpa», extreta del Confiteor, que forma part de la missa catòlica romana. Literalment significa "la meva gran culpa", però comunament es tradueix com a "a través de la meva culpa més greu".

## Argument
La pel·lícula segueix el documentalista Alex Gibney mentre examina l'abús de poder al sistema de l'Església Catòlica Romana a través de la història de quatre homes sords —Terry Kohut, Gary Smith, Pat Kuehn i Arthur Budzinski— que es van proposar assenyalar públicament el sacerdot que va abusar d'ells durant els anys 1960 a l'escola de sords de Sant Joan de St. Francis, Wisconsin. Cadascun dels homes va presentar el primer cas conegut de protesta pública contra l'abús sexual clerical, que més tard va donar lloc a l'afer d'escàndol sexual conegut com el cas Lawrence Murphy. A través del seu testimoni, la pel·lícula narra l'encobriment que s'enfila des de les cases adossades de Milwaukee, Wisconsin, passant per les esglésies d'Irlanda, fins a l'oficina més alta del Vaticà.

## Estrena
La pel·lícula es va estrenar el 9 de setembre de 2012 al Festival Internacional de Cinema de Toronto de 2012. Més tard es va estrenar en versió limitada el 16 de novembre de 2012 i a tot el món a través d'HBO el 4 de febrer de 2013.

## Recepció

### Crítica

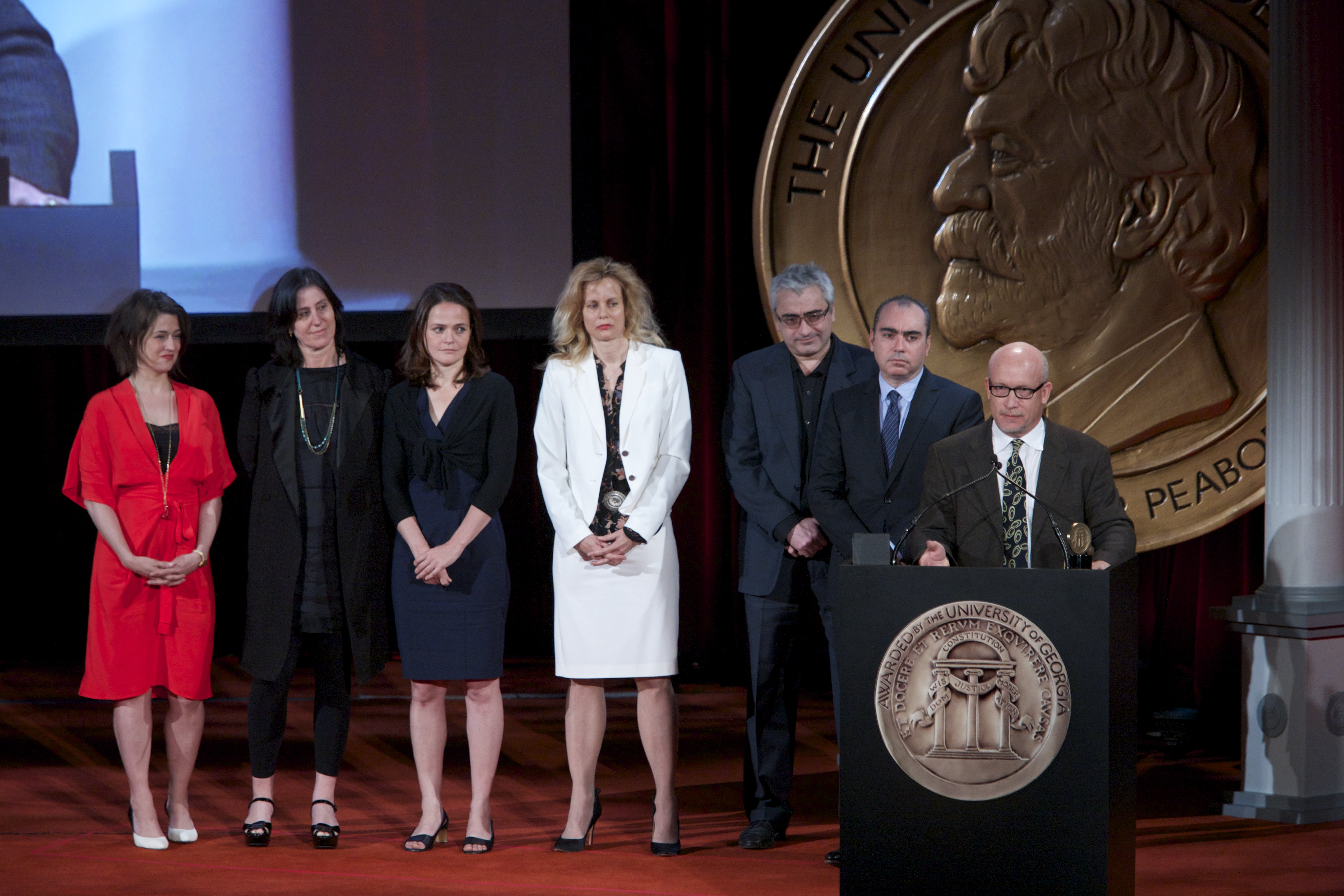
Kristen Vaurio, Sloane Klevin, Alexandra Johnes, Lori Singer, Todd Wider, Jedd Wider i Alex Gibney accepten el premi Peabody per Mea Maxima Culpa

La pel·lícula va rebre comentaris positius de la crítica. El lloc web d'agregació de ressenyes Rotten Tomatoes atorga a la pel·lícula una puntuació del 98% basada en les crítiques de 42 crítics, amb una valoració mitjana de 7,8 sobre 10. Metacritic, que assigna una puntuació mitjana ponderada de 100 a les ressenyes dels crítics principals, valora la pel·lícula amb una puntuació de 73 a partir de 16 ressenyes.
CMark Jenkins de NPR va qualificar l'obra com «la pel·lícula més poderosa d'Alex Gibney des de l'oscaritzat Taxi to the Dark Side el 2007». A.O. Scott de The New York Times va elogiar especialment la manera com es van rodar les entrevistes de les víctimes escrivint: «El Sr. Gibney les filma, sobre fons foscos amb llum suau i indirecta, emfatitza l'expressivitat de les seves cares i mans, i farà recorda als espectadors la riquesa i l'eloqüència de la llengua de signes nord-americana». Roger Ebert del Chicago Sun-Times va sentir la pel·lícula a nivell personal i va escriure: que «Per a algú que es va criar i es va educar en el sistema escolar catòlic, com jo, una pel·lícula com aquesta inspira commoció i indignació». Va continuar escrivint que la pel·lícula «és tranquil·la i estable, basada en gran manera en el testimoni de les víctimes de Murphy».

### Premis
El 2013 va ser nominada a sis premis Primetime Emmy, i els va guanyar en tres categories, inclòs el mèrit excepcional en la realització de documentals. També va guanyar un premi Peabody el 2013 «per oferir una història aterridora d'abús sexual clerical, empoderar víctimes silenciades durant molt de temps i revelar pràctiques clandestines de l'Església al voltant de les acusacions». A més, per aquesta pel·lícula, Gibney va rebre la seva quarta nominació al millor guió documental dels Premis del Sindicat de Guionistes d'Amèrica.